# KGB-Residentur Dresden
Die KGB-Residentur Dresden (russisch резидентура КГБ в Дрездене) war eine regionale Außenstelle des sowjetischen Auslandsgeheimdienstes KGB in der Deutschen Demokratischen Republik (DDR). Sie befand sich in der Angelikastraße 4 in Dresden. In der Residentur wurde den üblichen auslandsgeheimdienstlichen Tätigkeiten nachgegangen, besonders jedoch den Problemen der sowjetischen Streitkräfte im Bezirk Dresden (1. Gardepanzerarmee). Dafür bestand ein enges Arbeitsverhältnis mit der Bezirksverwaltung für Staatssicherheit Dresden. Außenstellen der Residentur waren das Haus der DSF in Dresden und weitere Einrichtungen mit sowjetischem Bezug wie die dortige Sowjetische Handelsvertretung.
Mit dem Abzug der sowjetischen Streitkräfte vom Gebiet der ehemaligen DDR wurden auch die KGB-Residenturen aufgegeben.
Besondere Bedeutung erlangt diese Residentur, weil hier von 1985 bis Februar 1990 Wladimir Wladimirowitsch Putin stationiert war und seitdem mit Nikolai Tokarew (seit 2007 Transneft-Chef) und Sergei Tschemesow (seit 2013 Rostec-Chef) zusammenarbeitet. Hier begann auch Putins Kontakt zu Matthias Warnig (zwischenzeitlich Leiter von Nordstream). Aktuell (2024) wird das Gebäude als „Rudolf-Steiner-Haus“ der Anthroposophischen Gesellschaft genutzt.

## Standort und Struktur
Die Villa Angelikastraße 4 lag gleich um die Ecke der Bezirksverwaltung für Staatssicherheit in Dresden.
In dem Gebäude sollen sechs bis acht sowjetische Offiziere nachrichtendienstlichen Tätigkeiten nachgegangen sein. Als bauliche Besonderheit wird immer wieder auf eine Sauna im Keller hingewiesen.
Die KGB-Residentur Dresden verfügte – wie alle Residenturen in den Bezirksstädten – über ein „Inneres Gefängnis“. Solche „Inneren Gefängnisse“ wurden dazu genutzt, Festgenommene zu sammeln, sie in Untersuchungs- oder Vorbeugehaft zu nehmen und sie auf spezielle Lager zu verteilen oder in Haftstätten in der Sowjetunion zu deportieren. Die aus dem 19. Jahrhundert stammende Papier- und Kartonagenfabrik in der Bautzner Straße wurde 1932 zum Mietshaus (Heidehof) umgebaut. Nach Kriegsende nutzte die sowjetische Besatzungsmacht die Keller des Hauptgebäudes sowie jene der umliegenden Villen, um sowjetische Geheimdienst-Haftzellen einzurichten. Dort begann meist der Weg in sowjetische Lager.
Verstorbene aus dem Dresdener Tätigkeitsbereich des KGB wurden auf dem Sowjetischen Garnisonfriedhof Dresden bestattet, anders als in der KGB-Residentur Magdeburg, wo sie direkt auf dem Gelände verscharrt wurden.

## Geschichtlicher Zusammenhang

### Geschichte des Hauses
Die Villa wurde 1908/1909 im Auftrag von Major Oskar Ehlert nach Plänen des Architekten Martin Pietzsch erbaut. In den 1930er Jahren gehörte das Haus dem Dirigenten Karl Böhm (1894–1981). Mit dem Einmarsch der Sowjetarmee am Ende des Zweiten Weltkrieges besetzte diese die Villa. Unklar ist, ab wann genau, nach 1945, das Gebäude vom KGB genutzt wurde.

### Putin in Dresden

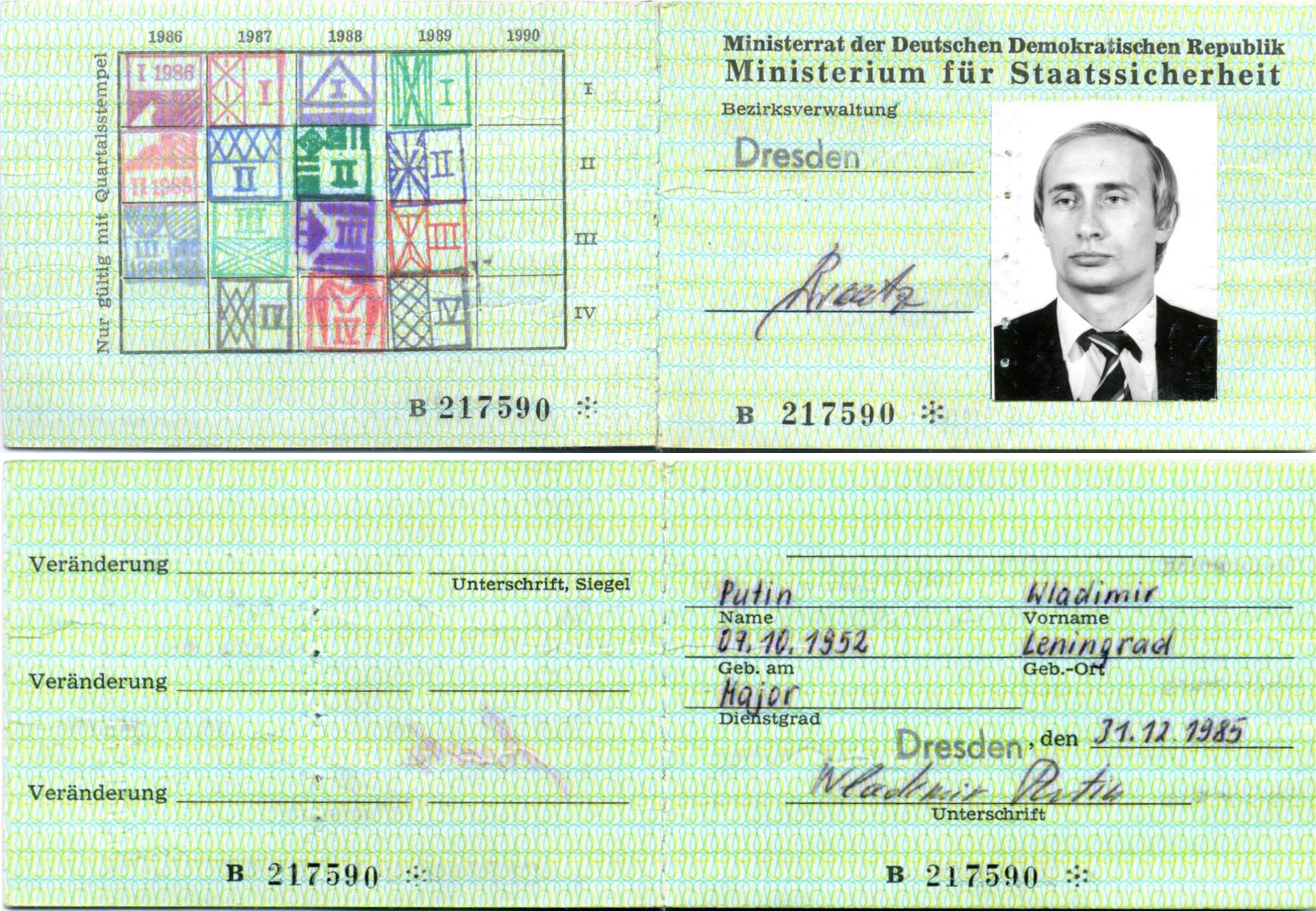
Putins Stasi-Dienstausweis während der Zeit in Dresden, 1985–1989

Ab 1985 arbeitete Wladimir Putin in der Angelikastraße 4. Zur gleichen Zeit haben auch Jewgeni Schkolow, der zeitweise mit Putin in einem Büro gesessen haben soll, Nikolai Petrowitsch Tokarew (seit 2007 Chef von Transneft) und Sergei Wiktorowitsch Tschemesow (seit 2013 Chef von Rostec) in der KGB-Residentur gearbeitet. Ob auch der 1948 in der Weißrussischen SSR geborene Wladimir Usolzew, der eine KGB-eigene Hochschule absolviert hatte, ab Mitte der 1980er Jahre sich mit Wladimir Putin das Dienstzimmer teilte, ist umstritten. Allerdings wird angenommen, dass er mit Wladimir Gortanow identisch ist, der von 1982 bis 1987 auch unter dem Alias „Wladimir Nikolajewitsch Agartanow“ in Dresden stationiert war.
Putin selbst sagte später über seine Arbeit in Dresden, sie habe in ganz „normaler“ Aufklärungstätigkeit bestanden: „Anwerben von Informationsquellen, Erhalt, Bearbeitung und Weiterleitung von Informationen an die Zentrale … Alles Routinearbeit.“ Zu seinen Aufgaben sollen die Ausforschung des DDR-Kombinats Robotron gehört haben und der Aufbau eines Moskau-treuen Agentennetzes.
Noch 2019 wollten sich Nachbarn erinnern können, dass Putin einmal den Schlüssel zur Dresdener KGB-Residentur verloren haben soll.
Zwar gibt es Publikationen, nach denen Putin den Stasi-Agenten Klaus Zuchold für den KGB angeworben haben soll, ebenso soll er den Neonazi Rainer Sonntag (1955–1991) für den KGB geführt haben. Dies wird aber von Hubertus Knabe als „reines Phantasieprodukt“ eingestuft.
Ab wann Matthias Warnig, der zuletzt mit der Leitung der deutsch-russischen Gaspipeline Nordstream betraut war, Kontakt zu Putin hatte, ist umstritten. Sie begegneten sich spätestens im Januar 1989, als sie gemeinsam an Feierlichkeiten zum 71. Jahrestag der Tscheka teilnahmen. Er war Teil einer von Putin gegründeten KGB-Zelle in Dresden.
Als es am 5. Dezember 1989 zur Besetzung der Bezirksverwaltung für Staatssicherheit Dresden durch etwa 5000 Demonstranten kam, zogen im Anschluss zahlreiche Demonstranten weiter zur benachbarten KGB-Residentur, um diese ebenfalls zu besetzen. Dies gelang jedoch nicht, wobei sich die Erinnerungen an den genauen Hergang dieses Ereignisses voneinander unterscheiden. Eine Darstellung besagt, Putin habe sich am Eingang allein den Demonstranten entgegengestellt. Er konnte sich aufgrund seiner Deutschkenntnisse als Dolmetscher ausgegeben und habe den Demonstranten mitgeteilt, die Sowjetsoldaten hätten Befehl, zu schießen. „[D]erweil lud ein Soldat seine Kalaschnikow durch. Das wirkte, die Menge zog ab.“ „Die KGB-Vertretung wurde von den Demonstranten letztlich nicht besetzt. Doch Putin und die anderen Mitarbeiter sind gezwungen, Akten zu vernichten. Mühsam gesammelte Informationen gehen in Flammen auf.“ Selbst habe er mehrfach telefonisch vergeblich versucht, weitere Einheiten aus den benachbarten Militärstützpunkten anzufordern.
Dagegen wird seit einiger Zeit folgende Version als wahrscheinlicher angesehen: „Der Versuch einiger Bürger, dieses Gebäude ebenfalls zu betreten, wird durch Sowjetsoldaten, bewaffnet mit der Kalaschnikow, energisch unterbunden. Die sich bis heute haltende Behauptung, Wladimir Putin sei dabei gewesen, kann von niemandem wirklich bestätigt werden. Ein Mitglied des Neuen Forums sieht stattdessen einen sowjetischen Offizier die ganze Zeit auf dem Hof der Bezirksverwaltung stehen, der die Besetzung beobachtet, aber keinerlei Reaktion zeigt.“ Gemein ist den Darstellungen, dass Putin mit der sowjetischen Führung unzufrieden war. Von den zahlreichen Akten des KGB in Dresden existieren nur noch wenige, da Putins damaliger Chef Wladimir Schirokow Ende 1989 zwölf Lastwagenladungen mit Dokumenten ins Hauptquartier der 1. Gardepanzerarmee bringen ließ, „wo sie verbrannt wurden.“
Im Februar 1990 wurde Putin zurück in die UdSSR beordert.
Über die Gründe seiner Zurückbeorderung existieren verschiedene Versionen. Putin selbst behauptet, dies sei freiwillig geschehen. Die andere Version lautet, dass Putin zurückbeordert wurde, da er keine gute Arbeit in Dresden lieferte. Laut dem letzten Leiter der Hauptverwaltung A des Ministeriums für Staatssicherheit Werner Großmann zeigte sich dies bei einem Vorfall im Jahre 1990, bei dem Putin versuchte, eine bereits enttarnte Quelle an das KGB zu vermitteln. Diese versuchte Anwerbung deckte der ehemalige Doppelagent Klaus Kuron auf, so dass Großmann das KGB in Moskau warnen konnte. Nach Großmann könnte dieser durch Kuron aufgedeckte Vorfall eine Rolle bei Putins Zurückbeorderung gespielt haben.
In Russland wurde Putin bald zu einem Vizebürgermeister von Sankt Petersburg ernannt. Sein Sekretär wurde der KGB-Mitarbeiter Igor Setschin, der seit 2012 Vorstandsvorsitzender von Rosneft ist.
Die Auflösung der KGB-Residentur erfolgte zwischen Februar 1990 und 15. August 1994, dem Abzug der letzten sowjetischen Truppen aus dem Militärstädtchen Nr. 7.

## Ehemalige Leiter der Residentur
- 1975–1982: Generalmajor Pjotr Wladimirowitsch Tschwertko (1915–2000, Петр Владимирович Чвертко)[23]
- 1982–1988: Generalmajor Lasar Lasarewitsch Matwejew (* 1927, Ла́зарь Лазаре́вич Матве́ев)
- 1988–1990: Wladimir Alexandrowitsch Schirokow (1933–2007, Владимир Александрович Широков)

## Rezeption

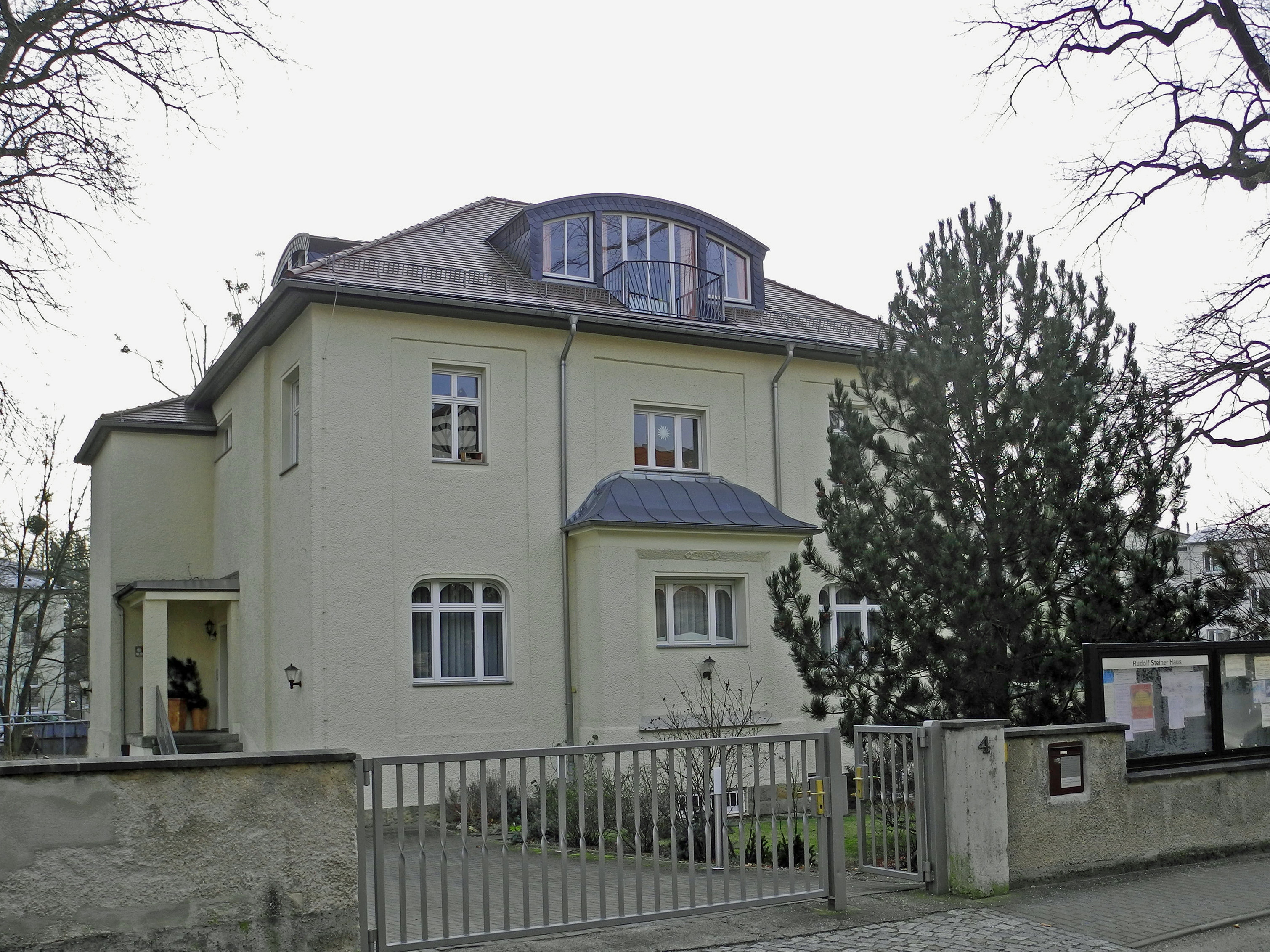
Ansicht der ehemaligen KGB-Residentur

Als in den 1990er Jahren das ZDF-Magazin Kennzeichen D versuchte, nachzuforschen, wie Putin in Dresden war, stellte der Moskau-Korrespondent Dietmar Schumann fest: „Ich traf in Dresden ehemalige SED-Parteifunktionäre und Offiziere der Bezirksverwaltung des MfS. Keiner sagte mir auch nur ein einziges Wort über Putin. Aber ich erfuhr: Abgesandte des FSB (KGB-Nachfolger) waren in Dresden aufgetaucht und hatten allen, die Putin kannten, bei Strafe verboten, sich über ihn öffentlich zu äußern.“
In dem 2021 entstandenen Dokumentarfilm Ein Palast für Putin von Alexei Nawalny wird auf Putins Tätigkeit in der Angelikastraße 4 eingegangen.
Der Künstler Markus Draper hat im April 2023 die Ausstellung „Haus in der Nähe eines großen Waldes“ im Künstlerhaus Bethanien in Berlin gestaltet, deren Vorlage Putins Zeit als KGB-Agent in der DDR war.

## Akten und Literatur

### Akten
Die Karteikarten von KGB-Agenten in Dresden tragen allesamt die Registriernummer XII 2135/74.